# Lasioglossum auratum
Lasioglossum auratum là một loài Hymenoptera trong họ Halictidae. Loài này được Ashmead mô tả khoa học năm 1900.